# Rheum nobile
Espèce
Classification phylogénétique
Rheum nobile, la rhubarbe noble ou rhubarbe du Sikkim, est une espèce de plantes à fleurs de la famille des  Polygonaceae. C'est une plante herbacée géante originaire de l'Himalaya, on la trouve dans le nord-est de l'Afghanistan, au nord du Pakistan et de l'Inde, au Népal, au Sikkim (en Inde), au Bhoutan, au Tibet et au Myanmar, localisée dans l'étage alpin entre 4 000 et 4 800 m d'altitude.
C'est une espèce extraordinaire de rhubarbe (genre Rheum). De ses 1 à 2 m de hauteur, Rheum nobile culmine au-dessus des buissons et des herbes courtes de son habitat et est visible à plus d'un kilomètre.
On l'appelle souvent en anglais glasshouse plant (« plante-serre ») à cause de sa rangée externe de bractées translucides qui laisse passer la lumière visible, créant un effet de serre mais arrêtant les rayons ultraviolets. Ceci constitue une importante défense contre l'augmentation de l'exposition aux UV-B et le froid extrême dus à l'altitude élevée de sa distribution.

## Structure
Un pied de Rheum nobile est une hampe florale de délicates bractées de couleur paille, brillantes et translucides, se chevauchant les unes les autres ; les plus hautes sont bordées de rose. Les larges feuilles vertes et tomenteuses, aux pétioles et aux nervures rouges, forment une base importante de la plante. Les bractées, une fois retournées, révèlent de fragiles stipules roses membraneuses sur lesquelles se trouvent de courtes panicules de petites fleurs vertes.
La racine est longue de 1 à 2 m, grosse comme un bras, jaune en dedans. Les tiges sont agréablement acides, et elles sont consommées par la population locale, qui appelle la plante Chuka. La cavité de la tige contient beaucoup d'eau fraiche. Après la floraison, la tige grandit et les bractées se séparent les unes des autres, se colorant d'un rouge brun vif. Comme le fruit mûrit, les bractées tombent, laissant une tige loqueteuse avec des panicules de fruits bruns pendants. Hooker la décrit ainsi : « En hiver, les sombres tiges nues, dominant les falaises surplombantes, ou bien se dressant au-dessus de la neige, sont dans une lugubre continuité avec la désolation de cette saison. »

### Bractées
Les bractées de Rheum nobile mesurent de 110 à 170 µm d'épaisseur et ne présentent pas de différences entre couche palissadique et couche spongieuse. Elles arrêtent sélectivement les rayons ultra-violets alors qu'elles laissent passer toute la lumière visible ; les fleurs qui se développent et le méristème apical sont protégés du rayonnement intense qu'on trouve en haute altitude. Les UV-bloquants majeurs qu'on trouve dans les bractées sont tous des hétérosides de flavonoïdes, et la plupart d'entre eux des hétérosides de la quercétine :
- rutoside (rutine), quercétine 3-O-rutinoside : très répandue dans les plantes de haute altitude et auparavant dans les feuilles et les pétioles d'autres espèces de rhubarbes ;
- guaijaverine (en), quercétine 3-O-arabinoside : d'abord signalée dans le genre Rheum ;
- hypérine, quercétine 3-O-galactoside : très répandue dans les plantes et auparavant identifiée dans les feuilles et les pétioles de Rheum rhaponticum ;
- isoquercitrine (en), quercétine 3-O-glucoside : très répandue dans les plantes et précédemment signalée dans les feuilles et les pétioles de Rheum rhaponticum ;
- quercétine 3-O-[6″-(3-hydroxy-3-méthylglutaroyl)-glucoside].

Des UV-bloquants mineurs comprennent le quercétine 7-O-glycoside, la quercétine elle-même, le kaempférol glycoside, et des esters de l'acide férulique.

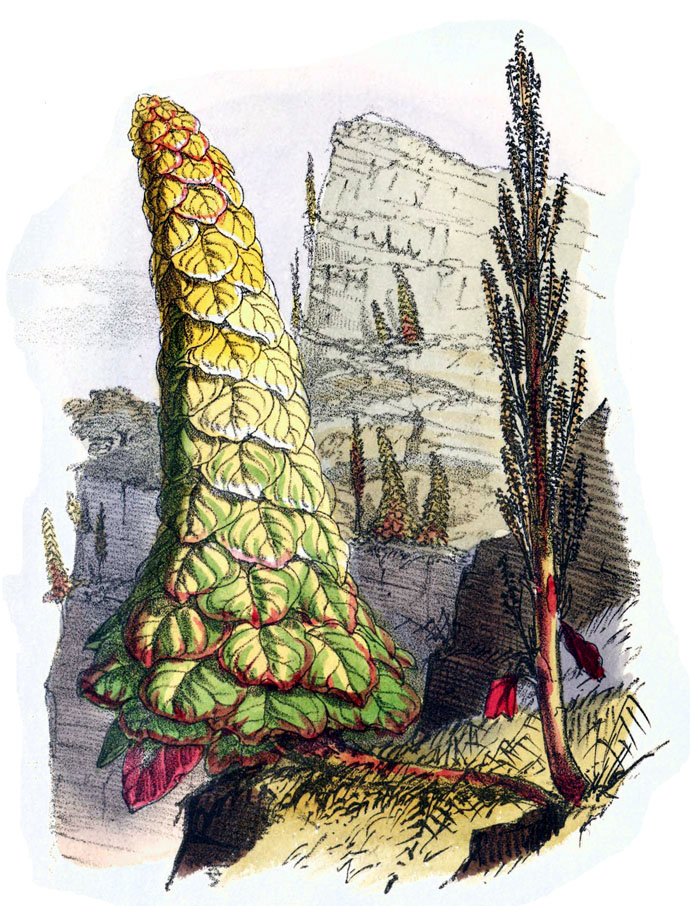
Rheum nobile

## Histoire
Une description de Rheum nobile fut publiée pour la première fois par Joseph Dalton Hooker et Thomas Thomson en 1855. Hooker écrivit :

« [Le sujet] présent est certainement la plus frappante des belles et nombreuses plantes alpines du Sikkim. Quoique étant, sous tous les rapports botaniques, une rhubarbe authentique, elle diffère si remarquablement de ses congénères en port et en apparence générale qu'à première vue elle ne peut être prise pour l'une d'elles. Je la vis d'abord d'une distance d'un bon mille […] mais ce ne fut pas avant d'avoir retourné ses curieuses feuilles bractéales et examiné ses fleurs que je fus convaincu que c'était une vraie rhubarbe. »